# Bethany Beach
Bethany Beach est une ville américaine située dans le comté de Sussex, dans l'État du Delaware. La municipalité s'étend sur 1,17 milles carrés (3,03 km2), dont 1,15 milles carrés (2,98 km2) de terres.

## Démographie
Selon le recensement de 2010, Bethany Beach compte 1 060 habitants. Station balnéaire de la côte Est, sa population augmente fortement en été.
| 1910 | 1920 | 1930 | 1940 | 1950 | 1960 |
| ---- | ---- | ---- | ---- | ---- | ---- |
| 56   | 56   | 118  | 152  | 190  | 170  |

| 1970 | 1980 | 1990 | 2000 | 2010  | - |
| ---- | ---- | ---- | ---- | ----- | - |
| 189  | 330  | 326  | 903  | 1 060 | - |